# Флоренсио, Хавьер
Хавьер Флоренсио Кабре (кат. Xavier Florencio Cabré, род. 26 декабря 1979 в Таррагоне, Каталония, Испания) — испанский трековый и профессиональный шоссейный велогонщик.

## Биография
После окончания спортивной карьеры в 2013 году вступил в должность спортивного директора в команде Team Katusha.

## Победы на треке
1998
- Чемпион Испании в мэдисоне

1999
- Чемпион Испании в командной гонке преследования

## Победы на шоссе
| 1996 - Чемпион Испании среди юниоров в групповой гонке 2002 - Тур де л’Авенир — этап 8 2006 - Классика Сан-Себастьяна |

## Статистика выступлений наГранд Турах
| Гранд Тур | 2004 | 2005 | 2006 | 2007 | 2008 | 2009 | 2010 | 2011 | 2012 |
| --------- | ---- | ---- | ---- | ---- | ---- | ---- | ---- | ---- | ---- |
| Джиро     | –    | –    | –    | –    | –    | –    | –    | –    | –    |
| Тур       | –    | –    | –    | 46   | 101  | –    | –    | –    | –    |
| Вуэльта   | 90   | 98   | сход | сход | 36   | 59   | 104  | –    | 105  |